# C6orf201
C6orf201 (англ. Chromosome 6 open reading frame 201) – білок, який кодується однойменним геном, розташованим у людей на 6-й хромосомі. Довжина поліпептидного ланцюга білка становить 140 амінокислот, а молекулярна маса — 16 243.
| 10         |  | 20         |  | 30         |  | 40         |  | 50         |
| ---------- |  | ---------- |  | ---------- |  | ---------- |  | ---------- |
| MLSNLHELLP |  | NHLMETLYSR |  | KSEEDKKKCE |  | NPELSGLERI |  | LARHQLPKEI |
| NLTPKPNRMP |  | PWKRKIINNV |  | TDGWKKCHLL |  | KRNTKEPPMS |  | TIVVRKLIQK |
| NVPRRHSLRN |  | TSRKLRNLPT |  | TAKGTQTGKS |  | QCLLGISEPT |  |            |

A: Аланін

C: Цистеїн

D: Аспарагінова кислота

E: Глутамінова кислота

G: Гліцин

H: Гістидин

I: Ізолейцин

K: Лізин

L: Лейцин

M: Метіонін

N: Аспарагін

P: Пролін

Q: Глутамін

R: Аргінін

S: Серин

T: Треонін

V: Валін

W: Триптофан

Задіяний у такому біологічному процесі, як альтернативний сплайсинг. 